# Милош Бајић (сликар)
Милош Бајић (Ресановци код Босанског Грахова, 1915 — 1995) био је српски сликар.

## Биографија
Рођен је у Ресановцима код Грахова (БиХ). Од 1922. живео је у Београду ту је завршио Гимназију и Учитељску школу. Као ђак објављивао је ликовне прилоге и карикатуре у листовима Скамија, Штипавац, Ошишани јеж, Политика, Јутарњи лист. Од 1935. сликарство учи код Петра Добровића. 1937. завршио је прву годину Уметничке школе у Београду у класи Бете Вукановић. Почетком септембра 1941. ступио је у Ваљевски партизански одред. Октобра 1942. ухапшен је у Београду од стране специјалне полиције и интерниран у логор Бањица. Септембра 1942. са Бањице је транспортован у концентрациони логор Маутхаузен. Током заробљеништва бележио је сцене из живота интернираца, о чему је касније говорио: " У концентрационом логору Бањица, Маутхаузен, Ебензе цртежом сам изазивао судбину. Цртао сам оловчицом величине малог прста и на папиру каквог се докопам. То сам радио тајно, ризикујући живот. Цртеже сам потом закопавао у земљу."Био је ожењен Даницом Каришић-Бајић, проф. биологије и дугогодишњом директорком Прве београдске гимназије. Имали су двоје деце: ћерку Јесенку Бајић и сина Дарка Бајића. Јесенка Бајић, дугогодишња уредница у редакцији програма за децу и младе РТС-а. Дарко Бајић, редитељ и професор ФДУ у Београду. За своја филмска остварења добитник је низа награда у земљи и иностранству.
Након ослобођења наставио је студије на Академији за ликовне уметности у Београду. Студирао је у класама Мила Милуновића, Ивана Табаковића, Недељка Гвозденовића. Дипломирао је 1949. а после специјалке код Марка Челебоновића постаје један од првих асистената на АЛУ где као професор сликарства ради до пензионисања 1979. У класи професора Бајића студирали су многи данас познати и афирмисани сликари у нашој земљи и свету.
Био је члан групе Самостални (1951–1955) и Децембарске групе (1955–1960) које су се својим модерним изразом обрачунавале са владајућим соцреализмом. Прву самосталну изложбу имао је у галерији УЛУС-а у Београду 1952. (...)он је у својој генерацији први апстрактни сликар. А бити први често је исто што и бити вредност (Миодраг Б. Протић). Учествовао је у оснивању уметничке колоније у Бачкој Тополи (1953), где је настао његов први мозаик великог формата и обелиск посвећен освајању космоса. У његовом каснијем раду истичу се многобројни мозаици и фреске (композиције у простору) а посебно спомен костурница Партизанска некропола у Ресановцима (1971). 1967. по први пут излаже свој нови циклус слика великог формата Маутхаузен, инспирисан аутентичним цртежима насталим у логору. Узбуђење које и сада осећамо пред опорим и мушким радовима Милоша Бајића, истинско је и трајно, као што су и ове слике трајне баш зато што су истините (Слободан Новаковић). 1975. објавио је монографију Маутхаузен 106621 у чијем предговору Бајић пише: "Нека младост која не зна за трагику тога времена, нити за живот у њему, своје бескрајно занесењаштво упути до најудаљенијих звезда, али никада више тамо".